# Théomachie
Une théomachie est une bataille entre dieux dans la mythologie grecque. La théomachie est principalement impliquée dans les processus de théogonie. La théomachie est délibérément employée pour montrer l'écart infranchissable entre les mortels et les immortels qui les gouvernent. En montrant la banalité de la douleur divine, la souffrance humaine est mise en évidence.

## Exemples

### Mythe des origines

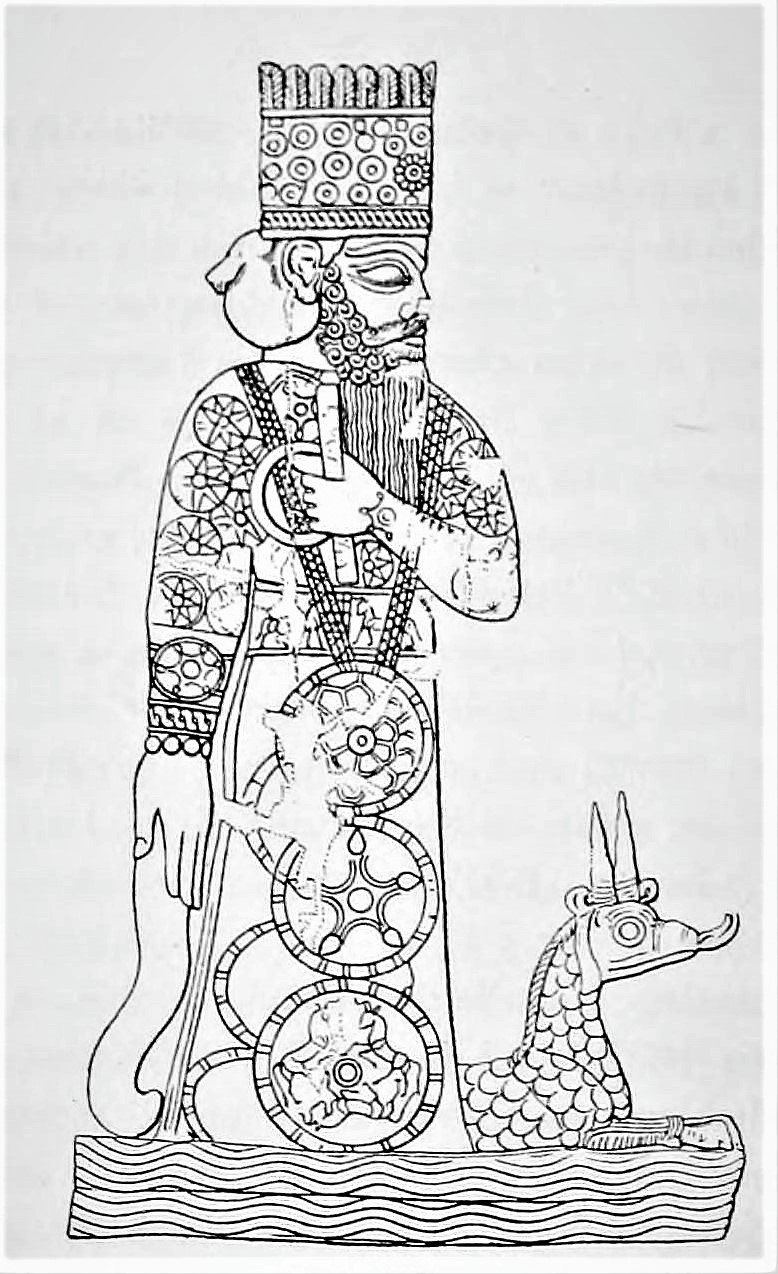
Le dieu Marduk.

Le premier exemple se trouve dans le poème babylonien du mythe de la création de l'Enuma Elish (Quand là-haut). Dans ce poème mythologique de l'origine du monde, le dieu babylonien de la ville, Marduk, a vaincu la grande déesse mère d’origine, Tiamat, sauvant ainsi toute la population divine. Après la mort de Tiamat, il a créé les cieux et la terre. Kingu, le mari de Tiamat, condamné à mort a ordonné que soit pétrie son sang mélangé à la terre et l’argile, créant la base de la matière première pour façonner les premiers êtres humains.

### Titanomachie

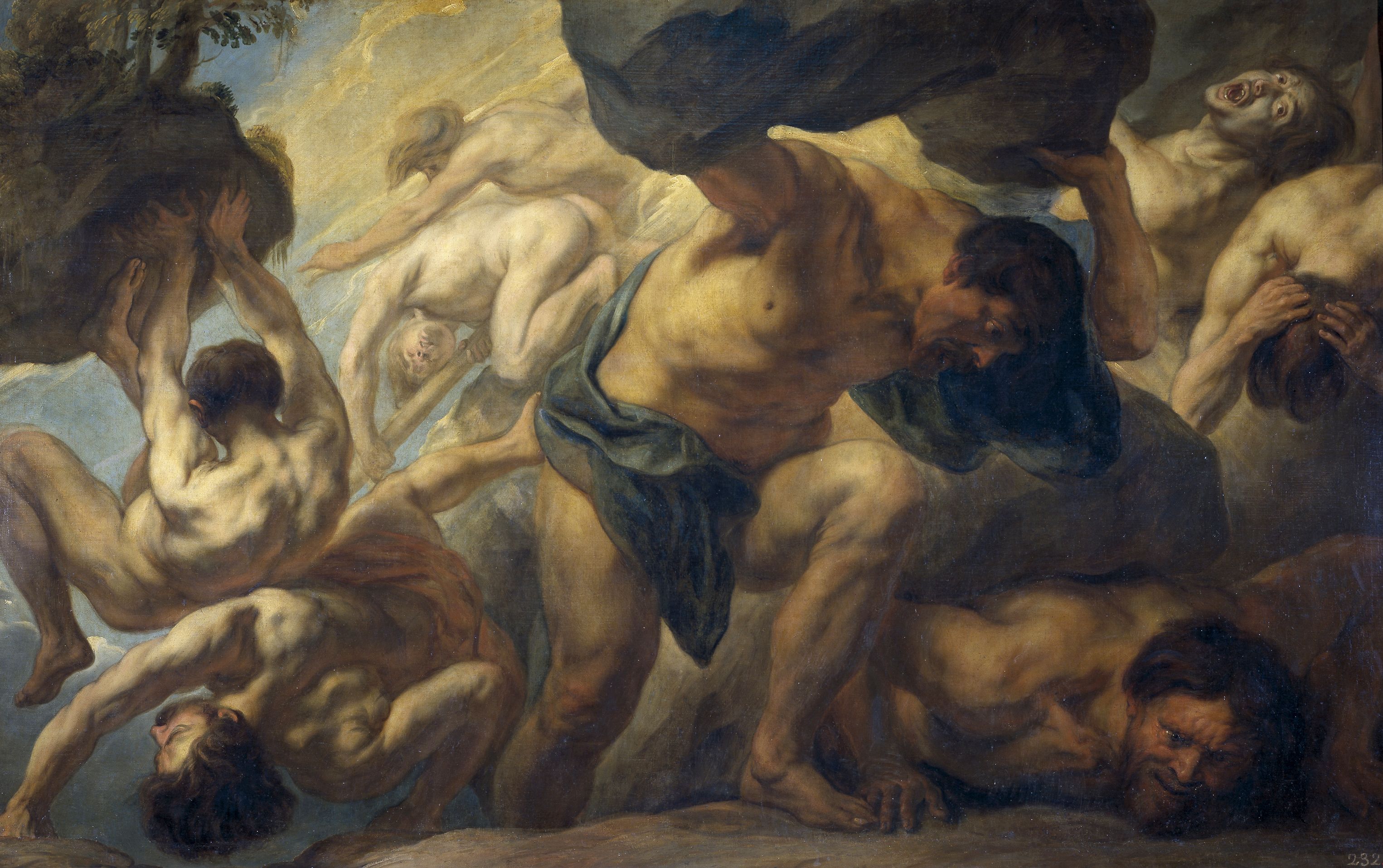
La Chute des Titans par Jacob Jordaens (vers 1636-1638). Musée du Prado (Madrid).

Un premier exemple est la Titanomachie (Guerre des Titans), dans laquelle les dieux olympiens se sont battus contre la génération antérieure, les Titans. Le conflit a duré dix ans avec la victoire des Olympiens et leur domination sur le monde. Un autre exemple est la gigantomachie.

### Guerre de Troie
Les dieux se sont aussi opposés pendant la guerre de Troie. Les dieux grecs étant divisés s’affrontent, chacun soutenant un camp différent.

### Iliade

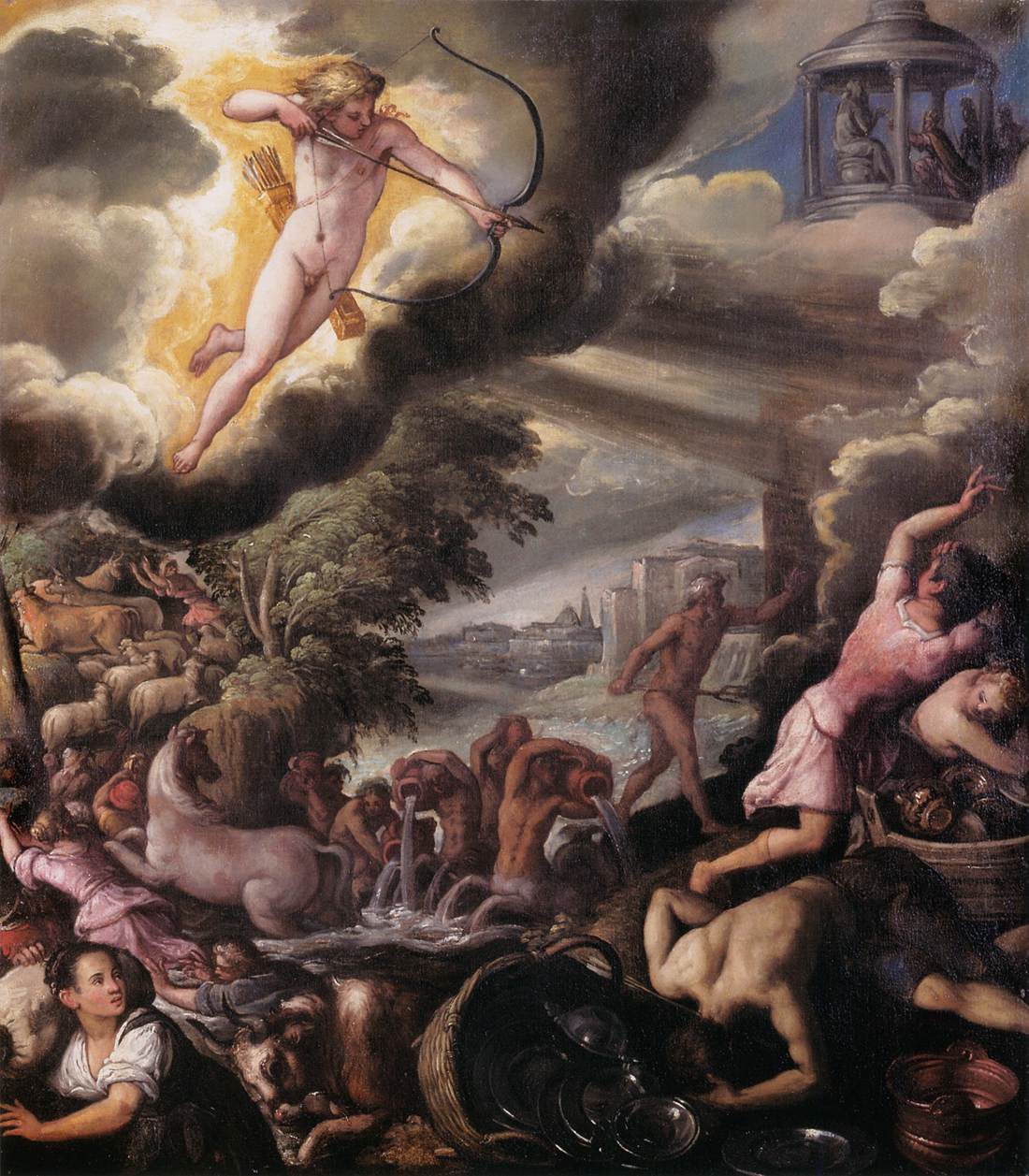
Apollon et Poséidon punissant Troie, Paolo Fiammingo, vers 1590, musée des Beaux-Arts de Budapest.

Dans l'Iliade, plusieurs théomachies se produisent : 
- L'une entre Diomède, avec l'aide directe d'Athéna contre Arès qui dans le livre 5 fait partie de l'aristie de Diomède. Arès est blessé par la lance d’Athéna. Il s'agit de la première théomachie de l'Iliade.
- Le livre 20 commence avec Zeus qui autorise les dieux à participer à la bataille connue sous le titre Theomachia.
- Dans le livre 21 (p. 478 ), des combats opposent Héra et Artémis. Homère cite cet affrontement comme un fait presque ludique. Héra sourit en prenant l'arc et le frappe sur les oreilles d'Artémis qui fuit la tête basse.
- Toujours dans le livre 21, Poséidon met Apollon au défi de se battre. Apollon rejette l'offre et commente la trivialité des dieux luttant contre les caprices des mortels alors que leur propre douleur causée par des blessures est passagère et rapidement guérie.